# Errol Walton Barrow

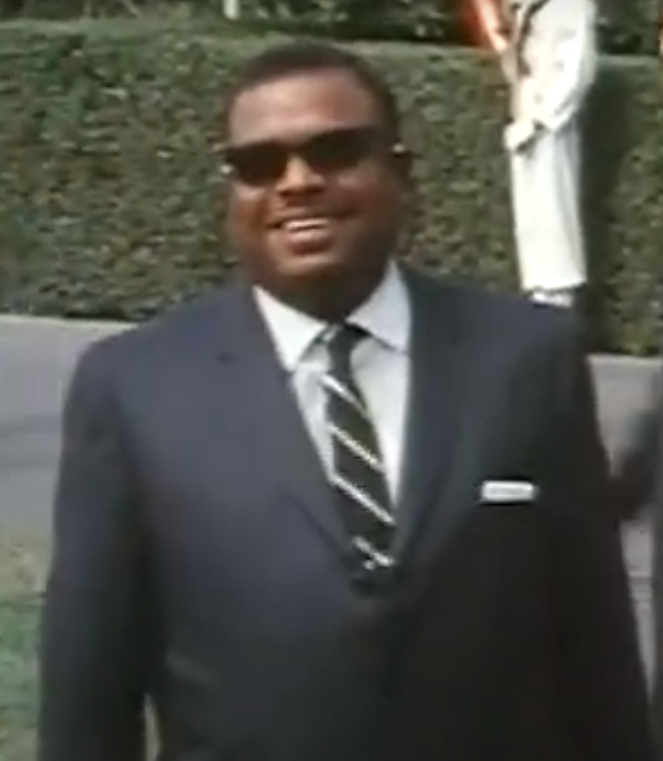
Errol Barrow, der von 1966 bis 1976 und von 1986 bis 1987 Premierminister war.

Errol Walton Barrow (* 21. Januar 1920 in St. Lucy, Barbados; † 1. Juni 1987 in Bridgetown, Barbados) war ein Politiker aus Barbados.

## Leben
Nach dem Schulbesuch trat er 1940 in die Royal Air Force (RAF) ein und flog während des Zweiten Weltkrieges mehr als 50 Einsätze über Westeuropa. 1947 schied er aus dem aktiven Militärdienst aus und kehrte in sein Heimatland zurück.
Seine politische Laufbahn begann er 1951, als er als Kandidat der von Grantley Herbert Adams gegründeten Barbados Labour Party (BLP) erstmals zum Mitglied des Versammlungshauses (House of Assembly) gewählt wurde. Nachdem er von der konservativen Politik der BLP enttäuscht war, gehörte er 1955 zu den Mitgründern der Democratic Labour Party (DLP), deren Vorsitzender er von 1958 bis 1976 war.
Am 8. Dezember 1961 wurde er Premier von Barbados, das bis 1962 Provinz der Westindischen Föderation war. Als Premier führte er Barbados am 30. November 1966 in die Souveränität vom Vereinigten Königreich und wurde erster Premierminister bis zum 7. September 1976. Als Premierminister verfolgte er mit dem Kabinett Errol Barrow eine Politik der Abwechslung in der Landwirtschaft, der Anregung von Tourismus und einer Integration der Rassen in die Gesellschaft. Als energischer Verfechter der Integration von Barbados in die Region der Karibik hat er großen Einfluss auf die Gründung der Karibischen Freihandelszone (CARIFTA), aus der 1973 die Karibische Gemeinschaft (CARICOM) entstand. Als Ergebnis der Verschlechterung der Wirtschaftslage nach der Ölkrise verlor er jedoch Anfang der 1970er Jahre an Popularität. Außerdem führten seine Versuche auf die Ernennung von Richtern Einfluss zu nehmen zu einem Vertrauensverlust in die Regierung. Dieses führte letztlich dazu, dass seine DLP bei den Wahlen von 1976 eine empfindliche Niederlage erlitt und die BLP 17 der 24 Parlamentssitze gewann. Am 7. September 1976 folgte ihm John Michael G. Adams als Premierminister.
Barrow war danach Oppositionsführer und deutlicher Gegner der Einmischung der USA in karibische Angelegenheiten und verurteilte insbesondere die US-Invasion in Grenada 1983.
1986 konnte Barrow mit der DLP jedoch wieder die Wahlen zum Versammlungshaus deutlich gewinnen und wurde als Nachfolger von Harold Bernard St. John am 29. Mai 1986 selbst wieder Premierminister. Nach seiner Wahl bemühte er sich Streitigkeiten innerhalb der CARICOM, insbesondere mit Trinidad und Tobago, zu lösen. Zusammen mit James Fitz-Allen Mitchell, dem Premierminister von St. Vincent und die Grenadinen von 1984 bis 2000, stand er dem Aufkommen des Regionalen Sicherheitssystems und der dazu notwendigen formellen Verträge ablehnend gegenüber. Nachdem er am 1. Juni 1987 im Amt verstarb, folgte ihm einen Tag später Lloyd Erskine Sandiford als Premierminister.
Seine ältere Schwester, Dame Nita Barrow, war von 1990 bis 1995 Generalgouverneurin von Barbados.